# Ефименко, Алексей Николаевич
Алексей Николаевич Ефименко (род. 12 сентября 1984 года, Норильск, Красноярский край, Россия) — российский боец смешанных боевых искусств, выступающий в полусредней весовой категории. Чемпион России по боевому самбо. Кандидат в мастера спорта России по боевому самбо.

## Титулы и достижения

### Самбо
- 2010 Чемпионат России по боевому самбо (-68 кг)

### Статистика в смешанных единоборствах
| Боёв 11  | Побед 3 | Поражений 8 |
| -------- | ------- | ----------- |
| Нокаутом | 0       | 1           |
| Сдачей   | 3       | 3           |
| Решением | 0       | 4           |

| Результат | Рекорд | Соперник            | Способ                      | Турнир                                                                        | Дата             | Раунд | Время | Место                   | Примечание |
| --------- | ------ | ------------------- | --------------------------- | ----------------------------------------------------------------------------- | ---------------- | ----- | ----- | ----------------------- | ---------- |
| Поражение | 3-8    | Зорикто Галсанов    | Единогласное решение        | Industrials - Zabaikalian Power                                               | 12 июня 2016     | 3     | 5:00  | Чита, Россия            |            |
| Поражение | 3-7    | Максим Буторин      | Удушение сзади              | Industrials - Siberian Division                                               | 23 апреля 2016   | 2     | 3:31  | Иркутск, Россия         |            |
| Поражение | 3-6    | Станислав Власенко  | Единогласное решение        | Altay Republic MMA League - Battle of Tigers 4                                | 7 февраля 2016   | 3     | 5:00  | Горно-Алтайск, Россия   |            |
| Победа    | 3-5    | Эртине Сарыглар     | Болевой приём (Рычаг локтя) | Straight Fight 1 - Heavyweight MMA Grand Prix                                 | 14 марта 2014    | 3     | 4:55  | Красноярск, Россия      |            |
| Поражение | 2-5    | Анатолий Покровский | Раздельное решение          | Octagon Battle Promotion - Battle on the Yenisei                              | 6 апреля 2013    | 2     | 5:00  | Красноярск, Россия      |            |
| Поражение | 2-4    | Алексей Ефремов     | Нокаут (удар)               | ProFC 41 - Octagon                                                            | 24 августа 2012  | 1     | 2:11  | Ростов-на-Дону, Россия  |            |
| Поражение | 2-3    | Арам Хамаян         | Болевой приём (Рычаг локтя) | ProFC Grand Prix Global - Russia 2                                            | 7 октября 2011   | 2     | 4:57  | Ростов-на-Дону, Россия  |            |
| Победа    | 2-2    | Алексей Додонов     | Болевой приём (Рычаг локтя) | Northwestern League of Combat Sambo - Tournament in Memory of Partisan German | 11 сентября 2010 | 1     | 1:01  | Санкт-Петербург, Россия |            |
| Поражение | 1-2    | Сергей Гузев        | Сабмишн                     | RFP - West Fight 2                                                            | 21 декабря 2008  | 2     | 0:00  | Ужгород, Украина        |            |
| Поражение | 1-1    | Владимир Юшко       | Единогласное решение        | RFP - Wolf Fighting Club 1                                                    | 22 февраля 2008  | 3     | 5:00  | Львов, Украина          |            |
| Победа    | 1-0    | Евгений Луговик     | Болевой приём (Рычаг локтя) | WUFC - Gladiators Challenge 2nd Stage                                         | 3 ноября 2005    | 1     | 4:07  | Красноярск, Россия      |            |